# شهریارک بیاک
شهریارک بیاک (نام علمی: Symposiachrus brehmii) نام یک گونه از سرده شهریارک‌های رنگ‌پریده است.